# شجرة الخبازة بورق العنصل
شجرة الخبازة بورق العنصل، (الاسم العلمي: Malva unguiculata)المعروفة باسم شجيرة الملوخية، أو(خُبّازة الشجرة) ويطلق عليها في ليبيا إسم (خُبّيز) هي نبات معمر طويل جداً يتميز بأزهاره الوردية الكبيرة، وموطنه الأصلي شرق البحر الأبيض المتوسط.

## الوصف
تعتبر خبازة الشجرة من النباتات الطويلة جداً، حيث يصل ارتفاعها إلى 3 أمتار. تتميز أوراقها بثلاثة إلى خمسة فصوص مثلثة الشكل، حيث تكون الفصوص النهائية أكبر بكثير من الفصوص الجانبية. الأزهار وردية إلى بنفسجية اللون (يتراوح طول البتلات بين 20-25 ملم) وتحتوي على مراكز شاحبة، وتكون في مجموعات من 1-2 عند سيقان الأوراق. تكون سيقان الأزهار قصيرة، ولا يتجاوز طولها 15 ملم عند نضوج الثمار. تنمو هذه النباتات على المنحدرات وضفاف الجداول، وتوجد في تركيا على ارتفاعات تتراوح بين 0-130 متر.
يكون الجذع السفلي للنبات شبيهاً بالجذع وخالياً من الشعر، بينما الأجزاء العلوية مغطاة بشعيرات نجمية الشكل، مما يمنحها مظهراً أبيض مغبراً.
الكأس الخارجي المكون من ثلاثة أجزاء مغطى بشعيرات نجمية ويحيط بالكأس الرئيسي كالكوب. تكون قطع الثمار خشنة ولكن غير متجعدة.

## التوزيع
تتوزع خبازة الشجرة بورق العنصل في قبرص، جزر شرق إيجة، اليونان، كريت، ليبيا، فلسطين، صقلية، وتركيا.